# Noèsis
La noèsis (en grec ancien : νόησις) est, chez Platon, la faculté d'atteindre la vérité par l'intuition. Cette notion est l'origine de la noèse dans la phénoménologie d’Edmund Husserl.